# Лужан Бишкупечки
Лужан Бишкупечки је насељено место у саставу општине Горњи Кнегинец у Вараждинској жупанији, Хрватска. До територијалне реорганизације у Хрватској налазио се у саставу старе општине Вараждин.

## Становништво
На попису становништва 2011. године, Лужан Бишкупечки је имао 398 становника.

## Попис1991.
На попису становништва 1991. године, насељено место Лужан Бишкупечки је имало 436 становника, следећег националног састава:
| Попис 1991.‍ | Попис 1991.‍ | Попис 1991.‍ | Попис 1991.‍ | Попис 1991.‍ |
| ----------- | ----------- | ----------- | ----------- | ----------- |
|             |             |             |             |             |
| Хрвати      | Хрвати      |             | 431         | 98,85%      |
| Албанци     | Албанци     |             | 1           | 0,22%       |
| Муслимани   | Муслимани   |             | 1           | 0,22%       |
| непознато   | непознато   |             | 3           | 0,68%       |
| укупно: 436 |             |             |             |             |